# Santo Tomas de Villanueva

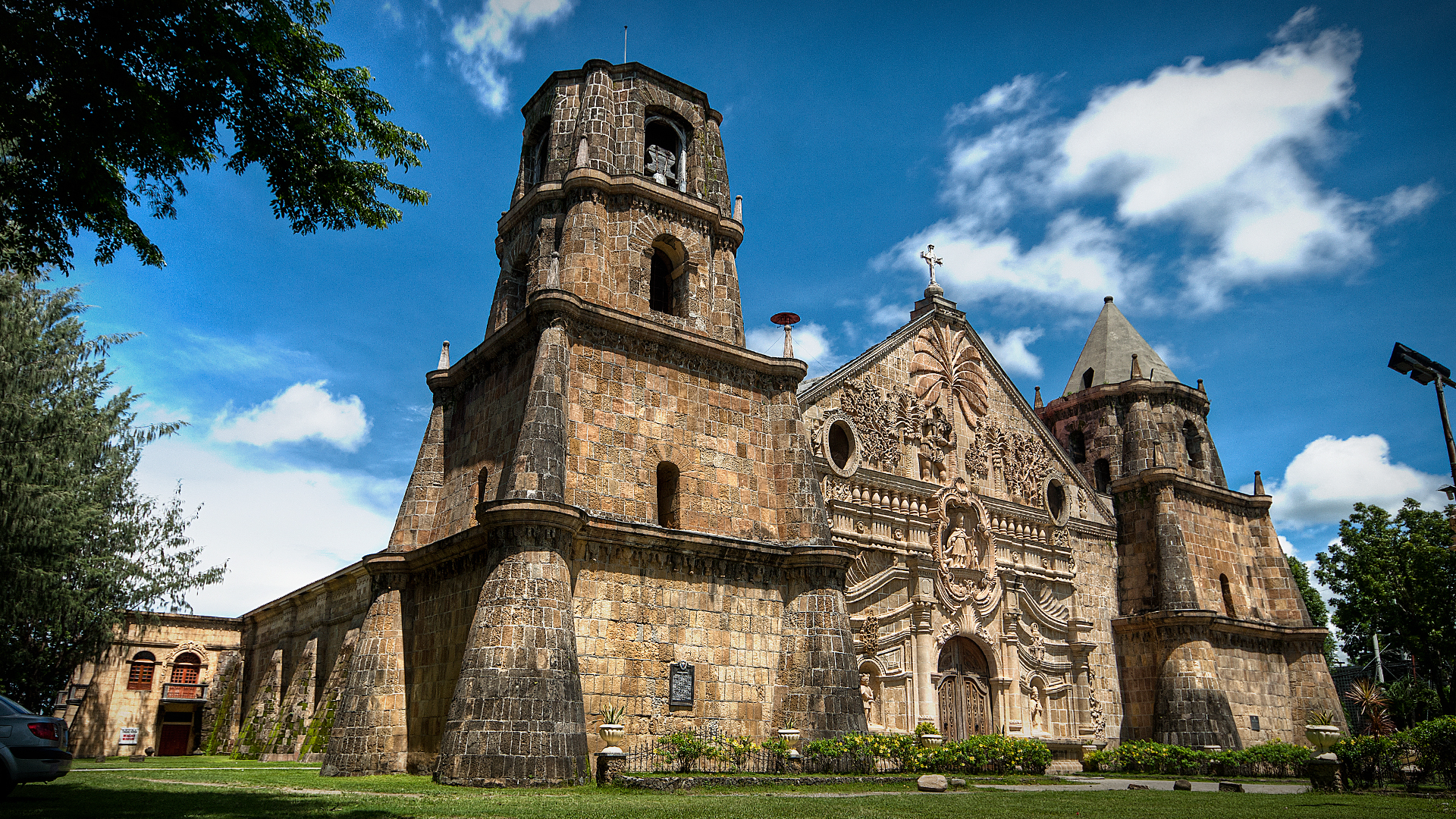
Kirche Santo Tomas de Villanueva in Miagao

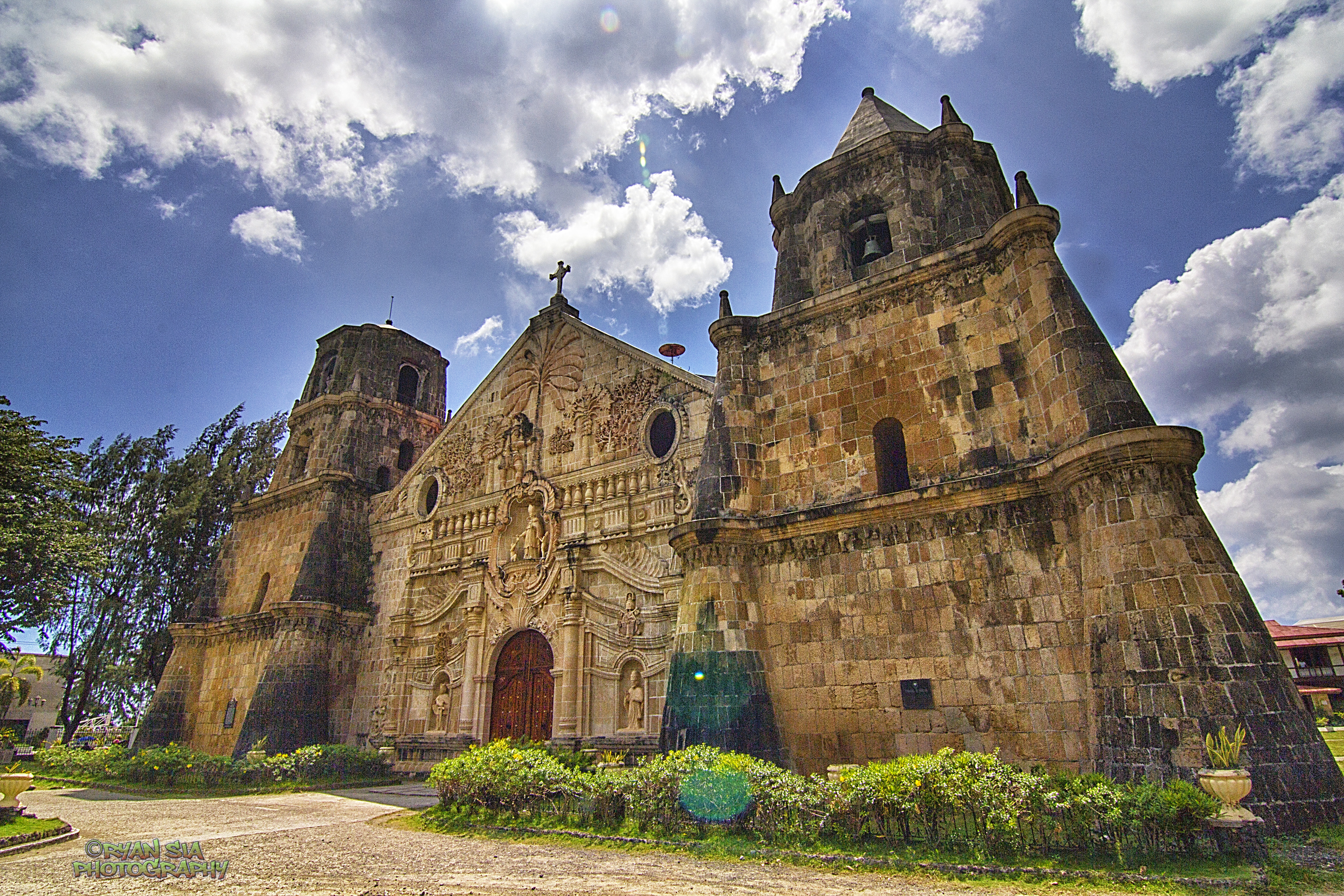
Kirche Santo Tomas de Villanueva in Miagao

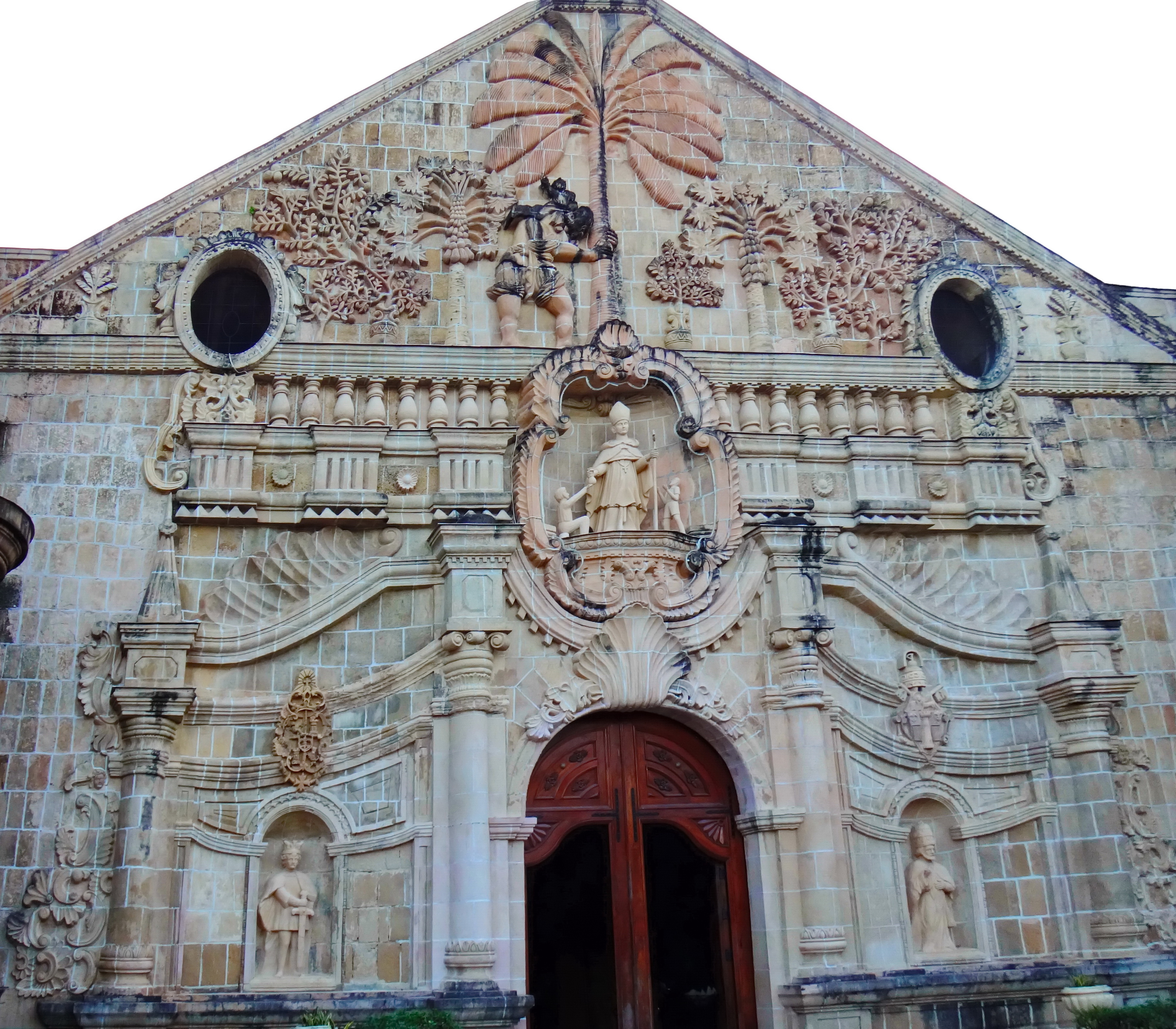
Dto., Fassade

Die Kirche Santo Tomas de Villanueva (spanisch Iglesia de Santo Tomas de Villanueva) in der Gemeinde Miagao in der Provinz Iloilo im Süden der zentralphilippinischen Insel Panay ist dem hl. Thomas von Villanova geweiht. Sie ist einer der bedeutendsten historischen Kirchenbauten des Landes und gehört seit dem Jahr 1993 als Bestandteil der Barockkirchen der Philippinen zum UNESCO-Weltkulturerbe.

## Geschichte
Die an der Südküste der Insel Panay gelegene Stadt Miagao war bis zum Jahr 1580 nur ein Dorf und verfügte über keine eigenständige Pfarrei; sie wurde in mehr oder weniger regelmäßigen Zeitabständen von einem visiting priest aufgesucht. Erst im Jahr 1731 erhielten Kirchengemeinde und Ort offiziell den Status einer Pfarrgemeinde. Aufgrund von Angriffen muslimischer Piraten in den Jahren 1741 und 1754 wurde der Ort einige hundert Meter ins Binnenland verlegt. In den Jahren von 1787 bis 1797 entstand die heutige, aus Korallensteinen gemauerte Kirche erbaut; nach verschiedentlichen Zerstörungen durch Menschenhand und Erdbeben wurde sie immer wieder restauriert.

## Architektur
Die unverputzte einschiffige Kirche ist ca. 15 m breit, 50 m lang und im Innern nur etwa 7 m hoch; die Außenwände sind über 1 m dick. Das Langhaus wird außen von Strebepfeilern stabilisiert. Herausragender Bauteil ist die von mächtigen, horizontal gegliederten, seitlichen geböschten Glockentürmen gesicherte Fassade, deren Mittelteil mit einem Mischdekor aus europäischen (z. B. Nischenfiguren und Balusterreihe) und einheimischen (z. B. Palmen) Motiven überzogen ist; originell aber auch merkwürdig sind die beinahe flügel- oder girlandenartig geschwungenen seitlichen Gesimse. Kennzeichnend für die barocke Bauzeit sind zwei rundovale Seitenfenster im Giebelfeld. Die Kirche verfügt über einen Haupteingang sowie zwei weitere an den Längsseiten; Kirchenschiff und Apsis werden von einer abgehängten Segmentbogendecke mit scheinbaren Gurtbogenunterzügen überspannt. Blickfang im Innern ist der klassizistisch-barocke Altaraufsatz.